# Fußschraube
Fußschrauben oder Nivellierschrauben dienen einer genauen Horizontierung eines Gegenstandes auf der Unterlage (Messpfeiler, Stativkopf, Felsboden).

## Verwendung bei Messinstrumenten
Da speziell bei Messinstrumenten oft eine genaue horizontale Lage notwendig ist, werden sie hier oft verwendet. Zur Gewährleistung der ausreichenden Genauigkeit und Stabilität müssen sie feingängig sein, aber genügend Reibung besitzen, um unbeabsichtigtem Verstellen vorzubeugen. Ferner sind geringes Spiel und gute Drehgriffe (meist Rändelschrauben) vonnöten.
Am weitesten verbreitet ist die Verwendung von drei Fußschrauben im Abstand von 120°. Mit einer Libelle im Unterbau des Messinstruments erlauben die die Horizontierung in 2 bzw. (genauer) in 4 Schritten:
1. Einspielen der Libelle in Richtung der Fußschrauben A und B
2. Verdrehen um 90°, Einspielen der Libelle mit Fußschraube C
3. allenfalls Weiterdrehen um 90° und Halbieren des Libellenausschlags durch gegenläufige Bewegung von A und B
4. und nach weiteren 90° dasselbe mit C.

Die letzten zwei Arbeitsschritte sind nur erforderlich, wenn die Libelle noch nicht justiert ist oder eine höhere Genauigkeit angestrebt wird. Der halbe Ausschlag entspricht dem Restfehler der Aufstellung, die andere Hälfte dem Justierfehler der Libelle (der anschließend mit ihrer Stellschraube beseitigt werden kann).
Für Sonderanwendungen – etwa bei Feinmessungen im Maschinenbau – dienen die Fußschrauben auch zum Einstellen einer genau gewünschten Instrumentenhöhe. Im Allgemeinen ist der Arbeitsbereich der Fußschrauben aber auf wenige Millimeter begrenzt.
Vereinzelt haben Messinstrumente auch zwei oder vier Fußschrauben. Ersteres z. B. bei Verwendung eines Kugelkopfes, letzteres wenn die gegenüberliegenden Schrauben auf "Zug und Druck" eingestellt werden sollen.

## Verwendung im allgemeinen Maschinenbau
Aber auch bei Maschinen im Allgemeinen ist oft ein waagrechtes Aufstellen für eine exakte Funktion notwendig.
Wurden früher Keile oder andere Unterlagsplatten verwendet, die unter mehrere Punkte der Maschine gelegt wurden, so werden heute vermehrt auch Fußschrauben verwendet. Diese müssen dementsprechend groß ausgelegt werden, da sie nicht nur das Gewicht der Maschine, sondern auch die Bewegungsenergie, die beim Betrieb der Maschine entsteht, aufnehmen müssen. Da die Schrauben für den Untergrund eine starke Punktbelastung darstellen, werden zuvor meist Metallplatten untergelegt. Statt reiner Metallplatten können auch Schwingungsdämpfer verwendet werden, um einen ruhigen Lauf der Maschine zu erzielen. Um ein Lösen bzw. eine Lockerung der Schrauben durch Schwingungen zu verhindern, wird meist eine sogenannte Kontermutter verwendet.